# Tubocapsicum anomalum
Tubocapsicum anomalum är en potatisväxtart som först beskrevs av Franchet och Savatier, och fick sitt nu gällande namn av Tomitaro Makino. Tubocapsicum anomalum ingår i släktet Tubocapsicum och familjen potatisväxter. Utöver nominatformen finns också underarten T. a. obtusum.